# Сажас
Сажа́с (фр. и окс. Sajas) — коммуна во Франции, находится в регионе Юг — Пиренеи. Департамент — Верхняя Гаронна. Входит в состав кантона Рьём. Округ коммуны — Мюре.
Код INSEE коммуны — 31520.

## География

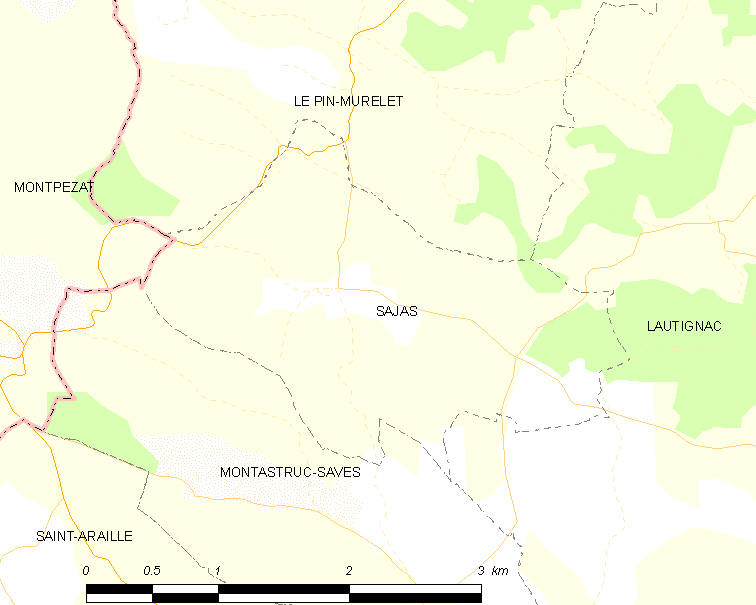
Карта коммуны

Коммуна расположена приблизительно в 620 км к югу от Парижа, в 45 км к юго-западу от Тулузы.

## Климат
Климат умеренно-океанический. Зима мягкая и снежная, весна характеризуется сильными дождями и грозами, лето сухое и жаркое, осень солнечная. Преобладают сильные юго-восточные и северо-западные ветры.

## Население
Население коммуны на 2010 год составляло 104 человека.
| 1962 | 1968 | 1975 | 1982 | 1990 | 1999 | 2010 |
| ---- | ---- | ---- | ---- | ---- | ---- | ---- |
| 103  | 96   | 65   | 62   | 71   | 82   | 104  |

## Администрация
| Период | Период | Фамилия          | Партия                              | Примечания |
| ------ | ------ | ---------------- | ----------------------------------- | ---------- |
| 1977   | 1995   | Реми Касти       | Французская коммунистическая партия |            |
| 1995   | 2001   | Франсиско Валеро |                                     |            |
| 2001   | 2020   | Дидье Жено       |                                     |            |

## Экономика
В 2010 году среди 67 человек трудоспособного возраста (15—64 лет) 49 были экономически активными, 18 — неактивными (показатель активности — 73,1 %, в 1999 году было 67,3 %). Из 49 активных жителей работали 43 человека (23 мужчины и 20 женщин), безработных было 6 (1 мужчина и 5 женщин). Среди 18 неактивных 4 человека были учениками или студентами, 8 — пенсионерами, 6 были неактивными по другим причинам.

## Достопримечательности
- Церковь Св. Мартина (XIII век). Исторический памятник с 1953 года[4]